# Dewoitine D.1
Dewoitine D.1 là một loại máy bay tiêm kích một chỗ của Pháp trong thập niên 1920, do công ty công nghiệp Dewoitine phát triển.

## Biến thể
D.1.01
D.1bis
D.1ter
D.1
AC.2

## Quốc gia sử dụng
Tiệp Khắc
 France
- Hải quân Pháp

 Italy
- Regia Aeronautica

 Nhật Bản
 Switzerland
- Không quân Thụy Sĩ

 Kingdom of Yugoslavia
- Không quân Hoàng gia Nam Tư

## Tính năng kỹ chiến thuật (D.1.01)
Đặc điểm tổng quát
- Kíp lái: 1
- Chiều dài: 7.50 m (24 ft 7.25 in)
- Sải cánh: 11.50 m (37 ft 8.75 in)
- Chiều cao: 2.75 m (9 ft 0 in)
- Diện tích cánh: 20.00 m2 (215.29 ft2)
- Trọng lượng rỗng: 820 kg (1.808 lb)
- Trọng lượng có tải: 1.240 kg (2.734 lb)
- Powerplant: 1 × Hispano-Suiza 8Fb, 224 kW (300 hp) mỗi chiếc

Hiệu suất bay
- Vận tốc cực đại: 255 km/h (158 mph)
- Tầm bay: 400 km (249 dặm)
- Trần bay: 8,000 m (26.245 ft)
- Vận tốc lên cao: 450 m/s (1.476 ft/phút)

Vũ khí trang bị
- 2 × Súng máy Vickers 7,7 mm (0.303 in)